# أوسديدن (آيت سليلو صاغرو)
أوسديدن هو دُوَّار يقع بجماعة انقوب، إقليم زاكورة، جهة درعة تافيلالت في المملكة المغربية. ينتمي الدوّار لمشيخة آيت سليلو صاغرو التي تضم 9 دواوير. يقدر عدد سكانه بـ 831 نسمة حسب الإحصاء الرسمي للسكان والسكنى لسنة 2004.

## روابط خارجية
- البوابة الوطنية للجماعات الترابية
- المندوبية السامية للتخطيط